# Ханжиутъях
Ханжиутъях (устар. Ханжи-Уть-Ях) — река в России, протекает по территории Ханты-Мансийского района Ханты-Мансийского автономного округа. Длина реки — 24 км.
Начинается в глубоком (глубина — более 2 метров) болоте, течёт сначала на северо-запад, затем на юго-запад в окружении болот. Долина реки поросла лесом. Устье реки находится в 141 км по левому берегу реки Назым на высоте 31,9 метра над уровнем моря.
Основные притоки — Нижний Ханжиутъях, Средний Ханжиутъях и Верхний Ханжиутъях — все впадают по левому берегу в верховьях реки.
Название реки происходит из хантыйского языка и означает «лесная река с медвежьими следами» (дословно — «лесная река с узором», узором ханты называли медвежьи следы).

## Данные водного реестра
По данным государственного водного реестра России относится к Верхнеобскому бассейновому округу, водохозяйственный участок реки — Обь от города Нефтеюганск до впадения реки Иртыш, речной подбассейн реки — Обь ниже Ваха до впадения Иртыша. Речной бассейн реки — (Верхняя) Обь до впадения Иртыша.